# Peromingo
Peromingo település Spanyolországban, Salamanca tartományban. Peromingo Valdefuentes de Sangusín, Valverde de Valdelacasa, Puebla de San Medel, Ledrada, Sanchotello és Navalmoral de Béjar községekkel határos. Lakosainak száma 122 fő (2024).

## Népesség
A település népessége az elmúlt években az alábbi módon változott:
| Lakosok száma | 158  | 148  | 144  | 150  | 147  | 140  | 132  | 118  | 121  | 122  |
|               | 2001 | 2004 | 2007 | 2009 | 2012 | 2014 | 2017 | 2019 | 2022 | 2024 |